# Escena eròtica
Escena eròtica (conegut com "La douceur") és un quadre del pintor malagueny Pablo Picasso, malgrat que en renegà d'aquest.
Picasso va parlar sobre el quadre al seu company Pierre Daix a principis de la dècada de 1900:
| «         | N'he fet de pitjors. Va ser una broma entre amics. | » |
| — Picasso |                                                    |   |

## Descripció
L'obra, d'una certa càrrega sexual, representa una dona despullada asseguda en un llit, amb el cap inclinat sobre l'entrecuix d'un nen seminu i recolzat sobre el coixí.

## Història
El quadre es va pintar en els primers anys de la dècada del 1900, sense que sigui clar si es va fer a Barcelona o a París. Segons es creu, l'obra va estar en poder de qui va ser el sastre de Picasso a Barcelona, Benet Soler. Aquest la va vendre a un marxant alemany, anomenat Daniel Henry Kahnweiler, que estava a París. El 1914, Kahnweiler va patir l'embargament de part dels seus béns per les autoritats franceses, que van vendre el quadre. El marxant Paul Guillaume el va adquirir el 1923, i posteriorment el va vendre al col·leccionista Scofield Thayer.
El 1982, el museu Metropolitan de Nova York va rebre l'obra i, en considerar que no era prou bona, la va dipositar als soterranis, on va romandre fins que el 27 d'abril del 2010, un cop esclarits els dubtes sobre la seva autenticitat, el va exposar per primera vegada en les galeries, juntament amb 300 pintures més de l'artista.